# Brian Coyle

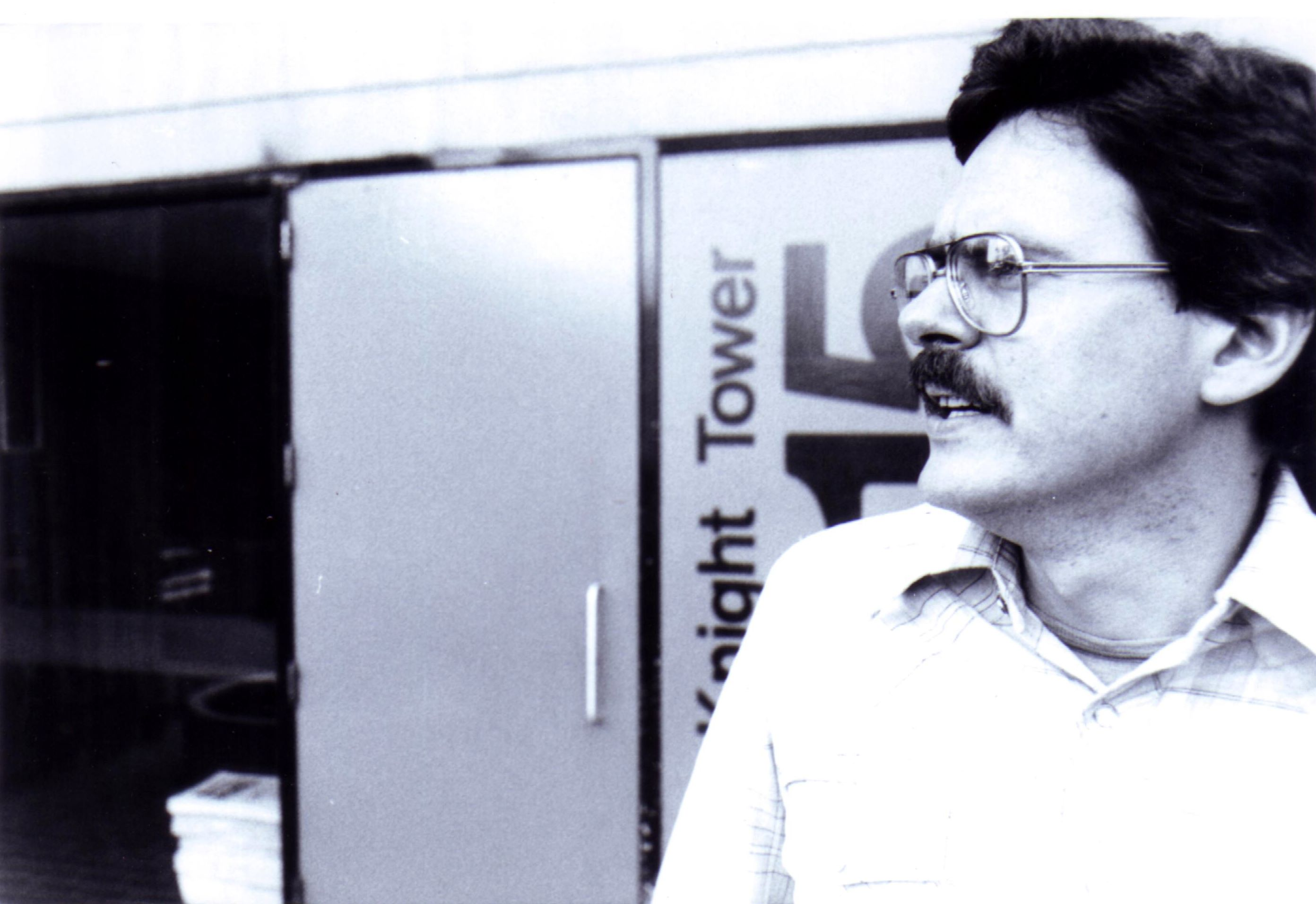
Brian Coyle cũng là người đồng sáng lập của Trăm hoa và là người đóng góp thường xuyên. Sau đó, ông trở thành Ủy viên Hội đồng Thành phố Minneapolis đồng tính công khai đầu tiên.

Brian John Coyle (25 tháng 6 năm 1944 – 23 tháng 8 năm 1991) là một nhà lãnh đạo cộng đồng người Mỹ, được bầu là quan chức và nhà hoạt động đồng tính. Coyle là một trong những người sáng lập tờ báo thay thế Trăm hoa.

## Tiểu sử
Brian John Coyle sinh ngày 25 tháng 6 năm 1944 tại Great Falls, Montana. Ông lớn lên ở Moorhead, Minnesota và tốt nghiệp Trường Trung học Moorhead. Ông đã nhận bằng cử nhân của Đại học Minnesota (cơ sở tại bang Minneapolis) vào năm 1967. Khi còn ở trường Đại học, Coyle là thành viên của Hội sinh viên của Hiệp hội Dân chủ và là nhà văn cho tờ Minnesota Daily. Ông đã tổ chức 'giảng dạy' Việt Nam đầu tiên tại trường Đại học và thành lập Đại học Tự do.
Sau khi tốt nghiệp Đại học, Coyle đã dạy nhân văn tại Đại học bang Moorhead trong một năm, nơi ông bị buộc tội vì không đăng ký dự thảo, nhưng được tha bổng như một người phản đối có lương tâm. Ông trở lại thành phố Minneapolis vào năm 1968, làm việc tại Trung tâm Thông tin Dự thảo Twin thành phố và là một trong những người sáng lập tờ báo thay thế Trăm hoa. Ông làm việc với tư cách là điều phối viên văn phòng quốc gia cho New American Movement và chỉ đạo Chiến dịch Quốc gia cho Impeach Nixon, và thành lập Hội nghị bàn tròn tiến bộ. Trong thời gian này (1971), ông công khai là người đồng tính.

### Những năm 1970 trở về sau
Tại địa phương, Coyle đã dành nhiều thời gian từ giữa đến cuối những năm 1970 làm việc về các vấn đề quyền của người thuê nhà và vận động (không thành công) cho một sắc lệnh kiểm soát tiền thuê nhà.  Ông cũng tích cực trong các cuộc biểu tình về đường dây điện ở vùng nông thôn Minnesota (cùng với Thượng nghị sĩ tương lai của Minnesota Paul Wellstone). Từ 1979-1981, Coyle đã tổ chức với Minnesotans chống lại Downtown Dome (MADD), một liên minh phản đối việc xây dựng một sân vận động thể thao được trợ cấp ở trung tâm thành phố Minneapolis.
Năm 1978, Coyle chạy đua với tư cách ứng cử viên độc lập cho Thượng nghị sĩ Hoa Kỳ, trong một cuộc bầu cử đặc biệt để hoàn thành nhiệm kỳ của Hubert Humphrey (thua David Durenberger). Năm 1979, ông ra ứng cử Thị trưởng thành phố Minneapolis (thua DFL'er Don Fraser). Ông đã chạy đua vào Hội đồng thành phố Minneapolis (Phường 6) năm 1981, nhưng đã thua Jackie Slater đương nhiệm trong một cuộc đua gần. Năm 1983, ông giành chiến thắng trong cuộc bầu cử vào Hội đồng thành phố, nơi ông tập trung vào nhà ở giá rẻ, nhân quyền, phát triển kinh tế, môi trường và giao thông.  Coyle cũng chiến đấu cho vận tải đường sắt nhẹ và lợi ích đối tác trong nước. Ông từng là phó chủ tịch hội đồng. Ông là một trong 13 quan chức được bầu chọn đồng tính công khai tại Hội nghị quốc tế về quan hệ đồng tính nữ và đồng tính nam (INLGO) năm 1985.
Coyle đã phục vụ ba nhiệm kỳ trong Hội đồng thành phố. Ông được chẩn đoán là dương tính với HIV vào năm 1986, nhưng điều này không được biết đến công khai cho đến năm 1991, cùng năm ông qua đời vì các biến chứng liên quan đến AIDS, ở tuổi 47. Ford House là một đài tưởng niệm Coyle. Một trung tâm cộng đồng ở thành phố Minneapolis, một khu vườn lân cận và một giải thưởng lãnh đạo Chiến dịch Nhân quyền cũng mang tên ông. Vào ngày 13 tháng 10 năm 1996, một bức tượng bán thân của Coyle, được tạo ra bởi nghệ sĩ Deborah Richert, đã được công bố tại tòa nhà của Tòa thị chính của thành phố Minneapolis.